# مثلثات العنق
يستخدم علماء التشريح مصطلح مثلثات العنق لوصف الانقسامات التي أحدثتها العضلات الرئيسية في المنطقة.
يقدم جانب العنق مخططًا رباعيًا إلى حد ما، محدود من الأعلى بالحافة السفلية لجسم الفك السفلي، وخط وهمي يمتد من زاوية الفك السفلي إلى الناتئ الخشائي؛ ومن الأسفل بالوجه العلوي من عظم الترقوة؛ ومن الأمام بالخط الأوسط من العنق، ومن الخلف بالحافة الأمامية للعضلة شبه المنحرفة.
ينقسم هذا الفضاء إلى مثلثين كبيرين بواسطة العضلة القصية الترقوية الخشائية، والتي تمر بشكل غير مباشر عبر الرقبة، من القص والترقوة أدناه، إلى الناتئ الخشائي والعظم القذالي أعلاه.
تسمى المساحة المثلثة أمام هذه العضلة بالمثلث الأمامي للرقبة. وخلفه تسمى المثلث الخلفي للرقبة.
ينقسم المثلث الأمامي أيضًا إلى مثلثات: عضلي، وسباتي، وتحت الفك السفلي وتحت الذقن والمثلث الخلفي إلى مثلثات: قذالية وتحت الترقوة.

## الارتباطات السريرية
يسمح استخدام التقسيمات الموصوفة لمثلثات العنق بالاتصال الفعال بين المتخصصين في الرعاية الصحية لتوصيف موقع الكتل المجسوسة.
التورمات الشائعة أمام خط الوسط هي:
- العقد اللمفاوية المتضخمة تحت الذقن والكيسة الجلدية تحت اللسان في المنطقة تحت الذقن.
- الكيسة الدرقية اللسانية والجراب تحت اللامي الملتهب أسفل العظم اللامي مباشرة.
- تضخم الغدة الدرقية وسرطان الحنجرة وتضخم العقد الليمفاوية في المنطقة فوق القص.

## صور إضافية
- تفاصيل تشريح الرأس الجانبي

## روابط خارجية
- درسٌ تشريحي حول lesson6 مُعدٌ بواسطة ويسلي نورمان (جامعة جورجتاون).